# Clădirea fostului azil pentru bătrâni fondat de principesa Eufrosinia Veazemskaia
Clădirea fostului azil pentru bătrâni este un monument de arhitectură de însemnătate locală, introdus în Registrul monumentelor de istorie și cultură a municipiului Chișinău, amplasat în centrul istoric, pe str. Alexei Mateevici, 87. În prezent, edificiul este un bloc al Academiei de Muzică, Teatru și Arte Plastice.
Clădirea cu două etaje a azilului pentru bătrâni a fost construită la sfârșitul secolului al XIX-lea, începutul secolului al XX-lea, de către principesa Eufrosinia Veazemskaia. În diferite perioade, clădirea a găzduit un spital, o baracă, liceul de băieți „Mihai Eminescu”. Imobilul a fost avariat în timpul celui de-al doilea război mondial și a fost restaurat în 1953. Ulterior, pentru o scurtă perioadă de timp, în incinta edificiului s-a aflat și Consiliul de Miniștri al RSS Moldovenești. Începând cu 1957, a găzduit Conservatorul din Chișinău (din 1963 – Institutul de Arte). Acum, clădirea găzduiește blocul Nr. 2 al Academiei de Muzică, Teatru și Arte Plastice.

## Galerie de imagini

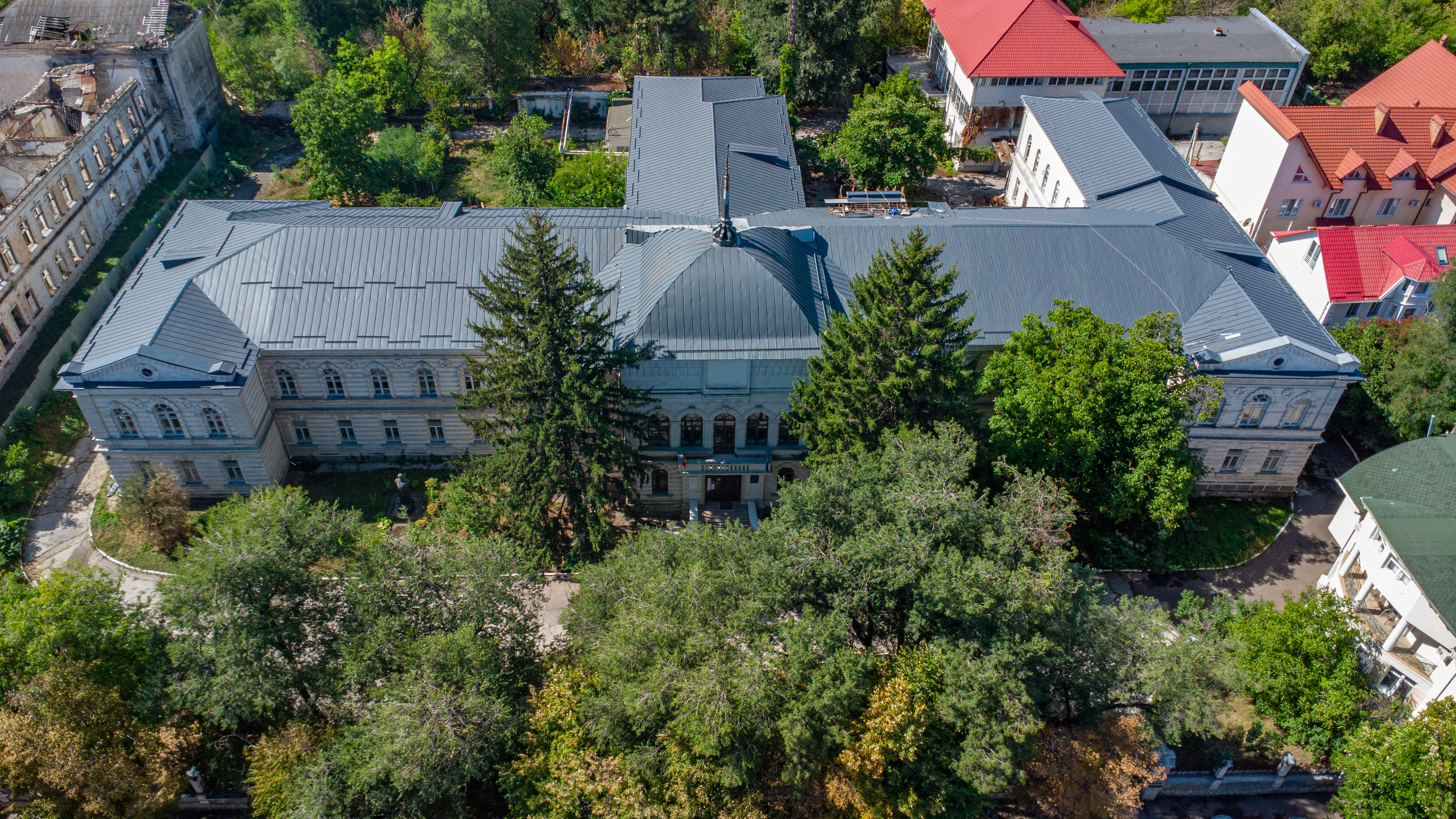
Imagine aeriană
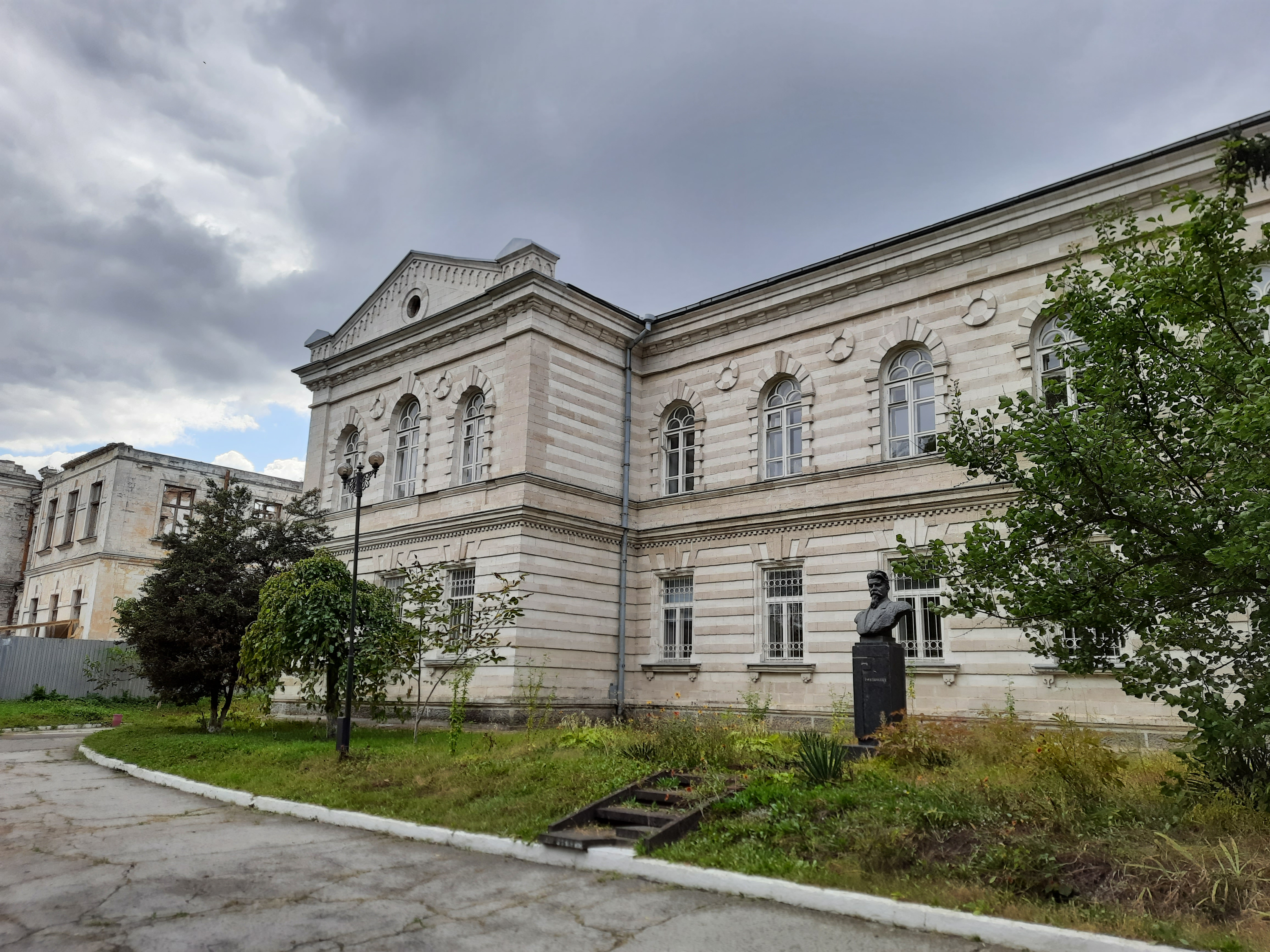
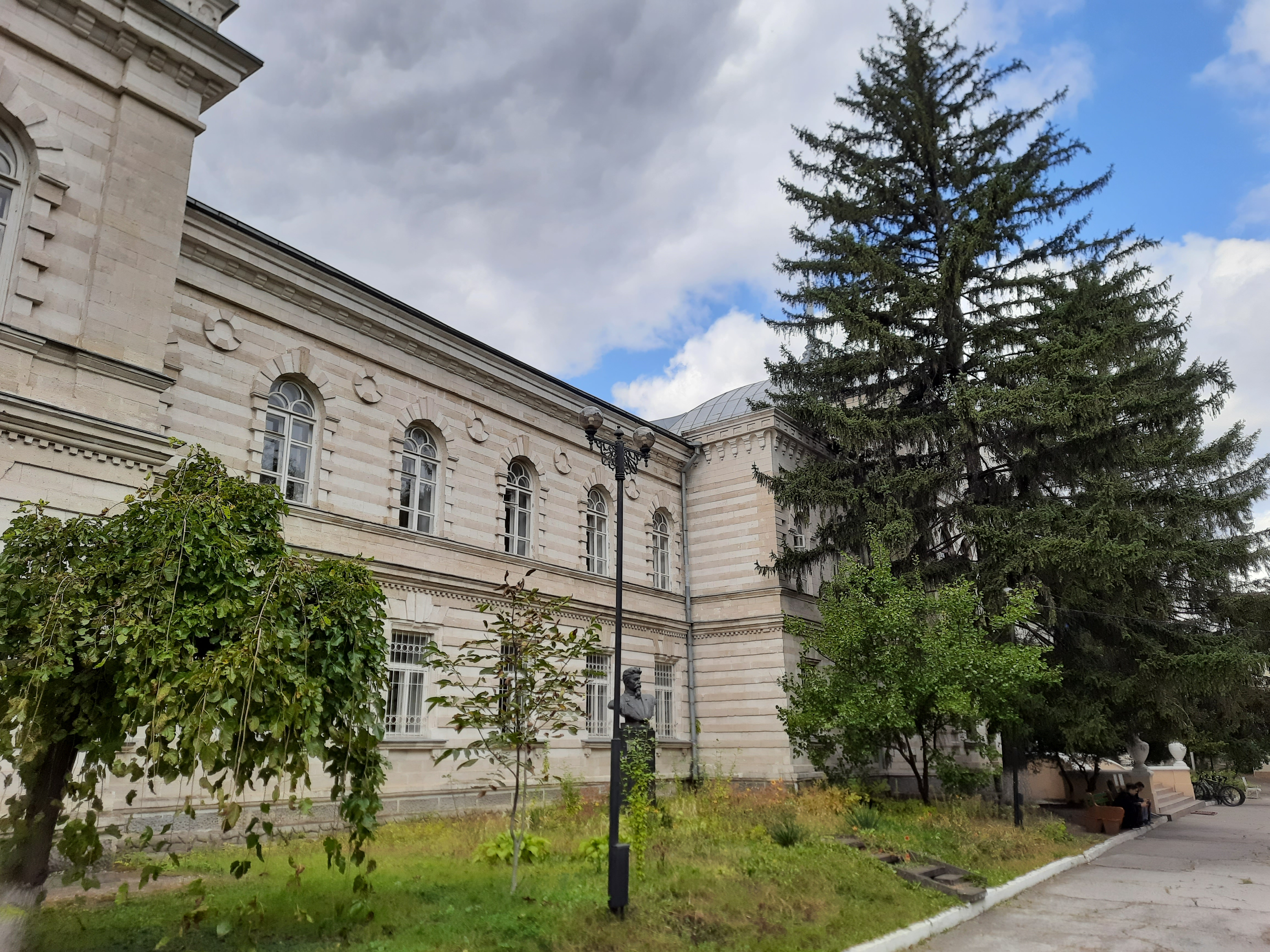
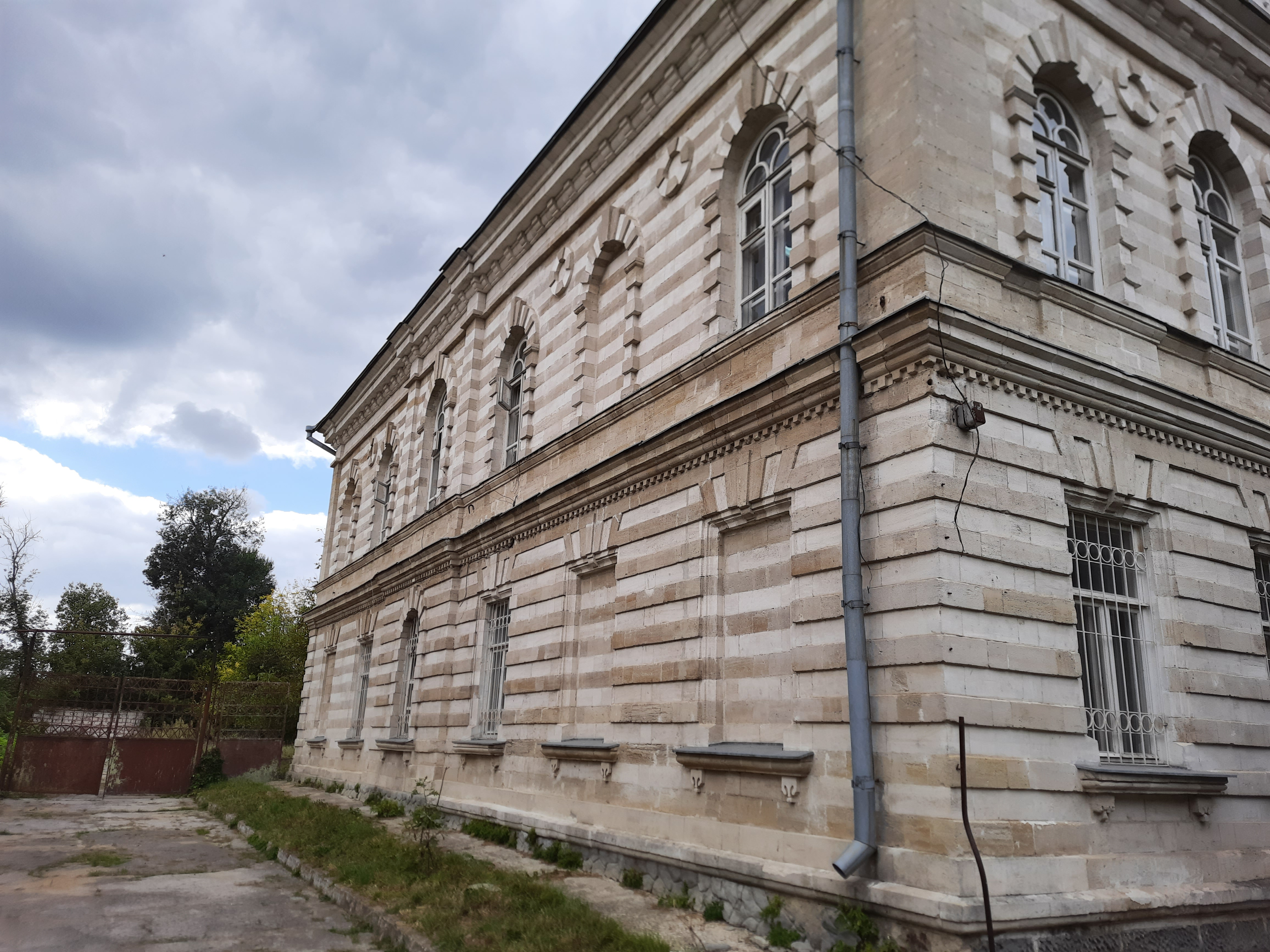
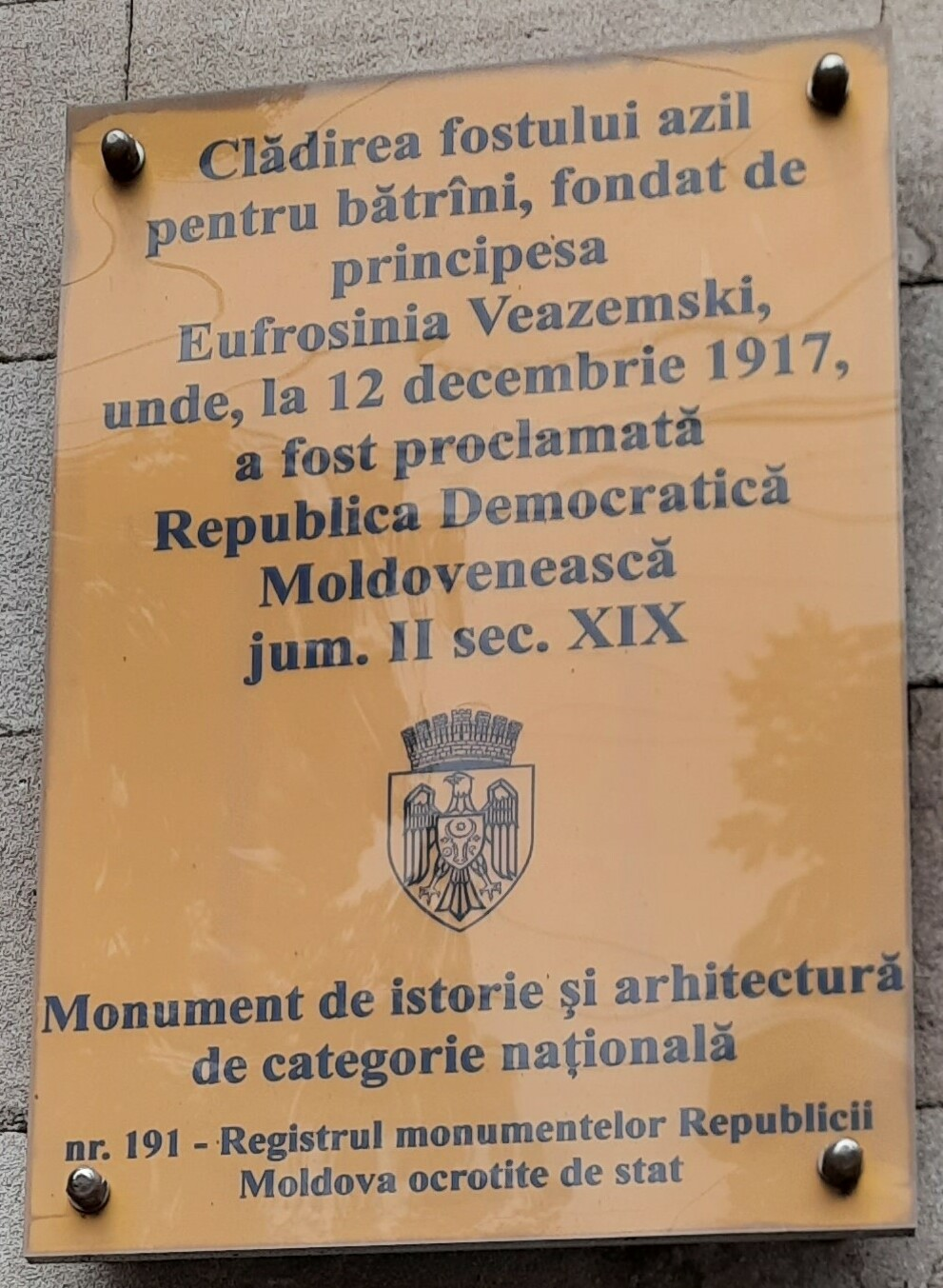